# 日本航空高等学校石川
日本航空高等学校 石川（にほんこうくうこうとうがっこう いしかわ、英: Japan Aviation High School Ishikawa）は、学校法人日本航空学園が運営する私立高等学校。石川県輪島市三井町洲衛に「能登空港キャンパス」、東京都青梅市に「東京都 青梅キャンパス」がある。能登空港キャンパスは2024年元日に発生した能登半島地震の被災等により、青梅市に一時移転中（2027年3月までを予定）。
航空従事者の育成が主であり、毎年卒業生の約半数は併設の一貫教育校である日本航空大学校石川や日本航空大学校北海道への進学を選択している。その他の卒業生は大学への進学が約3割、その他には自衛官や警察官などの公務員や民間企業（航空関係）への就職が多い。同法人が運営する併設校の日本航空大学校石川と共に、校地は能登空港（のと里山空港）に隣接している。山梨県甲斐市にある日本航空高等学校と北海道千歳市にある日本航空高等学校北海道は同法人の併設校であり、両校とも「航空科」が設置されているのが大きな特徴である。通称は「航空（こうくう）」「航空石川（こうくういしかわ）」。

## 沿革
- 1932年（昭和 7年）10月：山梨精神修養研究会を母体とし、精神修養所開設。
- 1933年（昭和 8年） 2月：山梨県中巨摩郡玉幡村に40万平方メートルの飛行場を開設。
- 1936年（昭和11年） 8月：財団法人日本精神修養研究会を設立し山梨飛行場を設置。サルムソン機を使用して、飛行士養成を開始。所有機数1機。
- 1964年（昭和39年） 6月：学校法人日本精神修養学園設立を視野に入れる。
- 1970年（昭和45年）10月：日本航空専門学校（各種学校）の設置認可を提出。
- 1976年（昭和51年） 5月：日本航空専門学校（専修学校）の認可を受ける。
- 1979年（昭和54年） 8月：日本航空工業高等学校設置許可を受け日本航空高等学校と改称。
- 1985年（昭和60年） 4月：日本航空高校に普通科を新設する。
- 1988年（昭和63年） 4月：日本航空学園千歳校（専修学校専門課程）の設置認可を受ける。
- 1989年（平成元年）10月：日本航空学園所属の動力滑空機の脚が降りなかったため、航空学園双葉滑空場に胴体着陸する事故を起こす。機材故障が原因。
- 1992年（平成 4年） 4月：日本航空高校の普通科を男女共学とする。また自宅通学を許可する。日本航空大学校の航空整備科、航空電子科、メカトロニクス科の3学科を日本航空学園千歳校と統合。
- 1994年（平成 6年） 4月：日本航空高校の航空工学科を廃止。日本航空学園千歳校を日本航空専門学校と改称。
- 1995年（平成 7年） 4月：日本航空専門学校に空港技術科を新設。
- 1999年（平成11年） 6月：日本航空学園所属の軽飛行機がグライダー曳航のため航空学園双葉滑空場に接地して滑走中、左主脚が破断して胴体着陸をする事故を起こす。金属疲労が原因。
- 2000年（平成12年）
  - 1月：アメリカ日本航空学校 (JAUA) がカリフォルニア州より法人として認可される。
  - 9月：アメリカ連邦航空局（FAA）のCATSセンター（学科試験会場）として認可される。
- 2002年（平成14年） 5月：日本航空学園の生徒のヘリコプター体験飛行中に、着陸時にバランスを崩しメインローターを地上に強く打ち付け横倒しとなり大破。奇跡的に怪我人はいなかった。
- 2003年（平成15年） 4月：石川県輪島市に日本航空第二高等学校として新設される。山梨県の日本航空高校キャンパス内に日本自動車専門学校開校。
- 2005年（平成17年）
  - 4月：パイロットコース（現・パイロット専攻）新設。
  - 4月：ヘーグル中学校を設立。同時に日本航空高校を普通科のみとする。
  - 12月：ラグビー部が全国高等学校ラグビーフットボール大会（花園）に初出場。
- 2009年（平成21年）
  - 4月：日本航空高等学校石川に改称。
  - 7月：今久留主祐成監督[2]のもと、硬式野球部が創部7年目にして、石川県代表として夏の甲子園に初出場を決める。8月15日、初戦（2回戦）で明桜高校に勝利。能登地方としても初出場となった。
- 2011年（平成23年）4月：普通科コース内にキャビンアテンダント専攻を設置。
- 2017年（平成29年）
  - 8月：硬式野球部が夏の甲子園に8年ぶり2度目の出場を果たす。
  - 11月：硬式野球部が北信越地区代表として明治神宮大会の高校の部に初出場、ベスト8に進出。
- 2018年（平成30年）3月：硬式野球部が北信越・第1代表校として春の甲子園に初出場。初のベスト8進出。準々決勝で東海大相模に敗れる[3]。
- 2020年（令和2年）1月：硬式野球部が北信越代表校として春の甲子園に2度目の出場決定。しかしコロナウイルス感染拡大に伴い中止となり、8月に甲子園高校野球交流試合に出場。
- 2022年（令和4年）4月：普通科コースに「アスリート芸術ステージ」を設置するとともに、「専攻」の呼び名を「ステージ」へと変更。
- 2024年（令和6年）
  - 1月1日：能登半島地震により校舎などが被災、日本航空高等学校（山梨県甲斐市）の敷地内に一時移転[4]。
  - 3月：学校法人明星学苑が明星大学青梅校（東京都青梅市）の土地・建物を2027年3月まで学校法人日本航空学園に無償提供することで合意[1]。
  - 4月：「東京 青梅キャンパス」に一時移転（2027年3月までを予定）[5]。
  - 10月10日：青梅市役所と学校法人日本航空学園が包括的連携協定を締結[6]。

## 設置学科・コース
学科は航空科の単科編成となり、出願時に「航空工学コース」「普通科コース」「普通科コース（アスリート芸術ステージ）」の3つの中から選択する。また、2学年への進級時に航空工学コースは2ステージ、アスリート芸術ステージを除く普通科コースは3ステージから選択することで、さらに専門性の高い内容を学ぶ課程へと進む。主な特徴としては以下の通りである。

### 航空科
航空工学コース（2ステージ）
- プログラミングステージ：C言語やPythonなどのプログラミング言語を学び、ソフトウェア開発やプログラマー、コーダー、メーカーの設計開発などへの進む内容について学ぶ。
- メカニックステージ：エアラインでの航空整備士やヘリコプター整備士、重工関係のエンジニア、自動車メーカー、二輪車メーカー、造船メーカーなどへ進むための内容について学ぶ。

普通科コース（4ステージ）
- アスリート芸術ステージ：強化部に指定されたクラブ（野球部・サッカー部・ラグビー部・柔道部・剣道部・女子バスケットボール部・女子バレーボール部・吹奏楽団）に所属した生徒を対象にしたステージ。履修単位の一部をこれらクラブ技能の強化のための授業展開を行なっている（アスリート芸術ステージのみ願書出願時からステージを選択）。
- 普通科ステージ：通常の普通科高校に準ずる。4年制大学（国公立・難関私立大学）への進学や、国家公務員などへの進路選択を踏まえたカリキュラムとなっている。
- パイロットステージ：座学及び実習において、パイロットに必要な知識やスキル、資格取得を目指したコース。本校においては座学を中心に行い、3年次よりアメリカ合衆国オレゴン州において自家用操縦士免許（FAAプライベートライセンス）を取得する。さらには併設する日本航空大学校石川操縦科へと進み、事業用操縦士免許及び計器飛行証明などを取得して、エアラインや航空機使用事業会社を中心としたパイロットへの就職が可能となる。
- キャビンアテンダントステージ：英語や中国語の向上に加え、手話や救急法、茶道、メイクレッスン、テーブルマナー（和食・洋食）講習などの実習を行い、様々なスキルを向上させることで客室乗務員や空港グランドスタッフ、観光・旅行業界への就職を目指す。

## 部活動

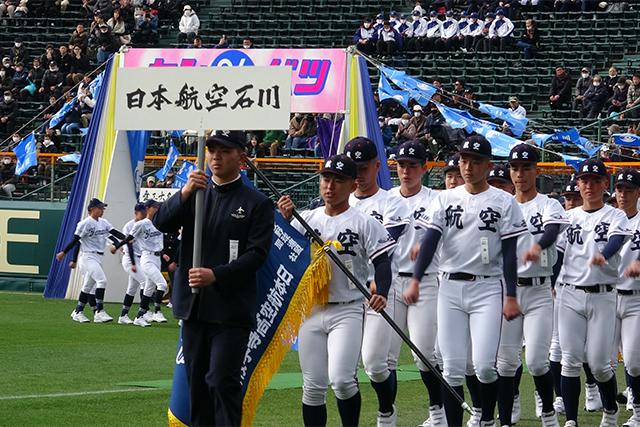
野球部（第96回選抜高等学校野球大会開会式にて）

ラグビー部は2005年の全国高等学校ラグビーフットボール大会（花園）に初出場し、連続出場している。硬式野球部は甲子園に春4回（2018年〈第90回〉、2020年〈第92回〉、 2024年〈第96回〉、2025年〈第97回〉）、夏2回（2009年〈第91回〉、2017年〈第99回〉）出場などの実績がある。女子バレーボール部は第77回春の高校バレーに初出場を決めた。
- 運動部 - 野球、剣道、グライダー、サッカー、女子サッカー、女子バレーボール、卓球、女子バスケットボール、柔道、ラグビー、モーターサイクル、モーターパラグライダー
- 文化部 - ダンスカンパニー、雄飛学塾（スタディクラブ）、書道、吹奏楽団、Eスポーツ

## 校歌
作詞・作曲：梅沢重雄

## アクセス
能登空港へは東京国際空港（羽田空港）から定期空路がある。陸路の公共交通機関としては、「のと里山空港」バス停に北鉄奥能登バスの路線バス・高速バスが発着するほか、予約制乗合タクシー「ふるさとタクシー」が利用できる。能越自動車道のと里山空港インターチェンジ（IC）からは車で約5分。
東京青梅キャンパスへはJR青梅線河辺駅、東青梅駅、青梅駅より自動車利用で各8分となっている。

## 通学・寮
高等学校としては、航空関係を学べるコース編成ということもあり、日本全国はもとより海外からも生徒が多く入学するため、学校の敷地内に4つの寮が設けられている。全校生徒の約9割が寮生活を送っているが、通学可能地域に居住する生徒は通学が認められており、全校生徒の約1割に相当する70名が通学している。また、それらの生徒を対象に能登地区全5ルートの通学用スクールバスが無料運行されている。
生徒寮には4階建てでレストランやコンビニエンスストア、大浴場などを備えた「J-Shipサンシャイン」（男子寮）と5階建ての女子寮「シンフォニー」があるが、どちらとも併設校である日本航空大学校石川の学生と共用している。さらに2016年に男子寮である「THERMAL」、2018年には女子寮である「SYMPHONY」という大学校学生専用寮が新たに設けられたため、J-Shipサンシャインは一部を除き、ほぼ高等学校の生徒で占められている。
食事に関してはJ-Shipサンシャインのロビーフロアに位置する学生・生徒用レストラン「レインボー」で朝昼夕の三食をとる。通学生徒はレストランレインボーの利用、または弁当持参の選択制。J-Shipサンシャインのロビーフロアには、レストランのみならず、ビリヤードなどの遊戯コーナーがあるほか、自動販売機の設置や学内コンビニエンスストア「スポットイン」も置かれているため、課外時間の生徒たちの憩いの場にもなっている。スポットインではペンやノートなどの文房具や、シャンプー、洗剤などの日用品、菓子類、清涼飲料、乾麺、おにぎりや弁当などが購入可能である。
2025年3月現在では移転先の東京青梅キャンパス（東京都青梅市）において通学バスを運行している。運行ルートは以下の通りとなっている。
- 河辺駅ルート JR河辺駅南口：青梅線（無料）

## 留学制度
アメリカ合衆国オレゴン州ヒルズボロおよびポートランド、ニュージーランドのロトルアほか、世界の約20都市を主な留学先とした海外語学留学制度、パイロット留学制度がある。一定基準を満たす者は学科・コース問わず希望者は全員留学が可能である。また、留学した場合（1年間が上限）でも通常3年間での卒業が可能となっている。

## 著名な出身者
芸能
- 町田啓太：俳優（劇団EXILE）

サッカー
- アラン・ドイス・サントス・ナチビダデ：サッカー選手（ツエーゲン金沢）

野球
- 角中勝也：プロ野球選手（千葉ロッテマリーンズ）
- 荒張裕司：元プロ野球選手（北海道日本ハムファイターズ）、東京消防庁消防吏員
- 迫留駿：元プロ野球選手（独立リーグ 高知ファイティングドッグス・石川ミリオンスターズ）　※中退
- 嘉手苅浩太：元プロ野球選手（東京ヤクルトスワローズ）
- 内藤鵬：プロ野球選手（オリックス・バファローズ）

ラグビー
- シアオシ・ナイ：ラグビー指導者
- アイセア・ハベア：ラグビー選手（元神戸製鋼コベルコスティーラーズ）
- トニシオ・バイフ：ラグビー選手（神戸製鋼コベルコスティーラーズ）
- テビタ・ツポウ：ラグビー選手（パナソニック ワイルドナイツ）
- 石川槙人：ラグビー選手（パナソニック ワイルドナイツ）
- トンガモセセ：ラグビー選手（日野レッドドルフィンズ）
- 長谷川峻太：ラグビー選手（パナソニック ワイルドナイツ）
- フィシプナ・トゥイアキ：ラグビー選手（セコムラガッツ）
- ファウルア・マキシ：ラグビー選手（クボタスピアーズ船橋・東京ベイ）
- 寺脇駿：ラグビー選手（宗像サニックスブルース）
- シオサイア・フィフィタ：ラグビー選手（近鉄ライナーズ)
- 藤原忍：ラグビー選手（クボタスピアーズ船橋・東京ベイ)
- アシペリ・モアラ：ラグビー選手（クボタスピアーズ船橋・東京ベイ)
- フェインガ・ファカイ：ラグビー選手（東京サントリーサンゴリアス)
- アサエリ・ラウシー：ラグビー選手（東芝ブレイブルーパス東京）